# Technomyrmex wheeleri
Technomyrmex wheeleri é uma espécie de formiga do gênero Technomyrmex.